# Миколаївська обласна друкарня
Миколаївська обласна друкарня – це багатопрофільне поліграфічне підприємство. Є комунальним, унітарним, комерційним закладом, заснованим на спільній власності територіальних громад сіл, селищ, міст Миколаївської області.

## Історія створення
У період з 1920—1922 рр. на території України було націоналізовано всі приватні поліграфічні підприємства і створено — окружні радянські друкарні.
Миколаївська обласна друкарня заснована у 1922 р. Розташовувалась у будинку на розі вулиць Радянської і Рози Люксембург. З 1 травня 1923 р. друкарні було присвоєне ім'я В. І. Леніна на 53-ї роковини з дня народження і 16-річчям профспілки друкарів:
|  | І ось 22 квітня 1923 року, ввечері у великому залі Палацу праці (зараз Палац піонерів) зібралися друкарі, їх сім’ї. Привітати друкарів прийшли делегати фабрик і заводів, організацій. В урочистій тиші пролунала пам’ятна пропозиція доповідача: - Сьогодні, в день народження нашого любимого Володимира Ілліча, пропоную назвати нашу друкарню ім’ям В. І. Леніна. Зарахувати Володимира Ілліча почесним членом профспілки друкарів. В єдиному пориві підвелися всі присутні, громом оплесків зустрівши цю пропозицію. |

В. І. Леніну було надіслано листа, в якому повідомлялось про рішення профспілки друкарів. Незабаром виконком окружної Ради задовольнив їхнє прохання і своєю постановою присвоїв друкарні ім'я В. І. Леніна. З часу заснування робота обласної друкарні постійно механізувалася та автоматизувалася, впроваджувалися передові технології та устаткування. У 1927 р.заклад розпочав виготовляти продукцію з обладнанням цинкографії.
|  | Теперь наше издательство имеет собственную, вполне оборудованную цинкографию. Это даст нам возможность выполнять всевозможные клише по качеству не ниже клише одесского полиграфобъединения. Новая цинкография даст нам возможность прежде всего лучше обслуживать нужды «Красного Николаева» и «Червоного Плугатаря» изготовлением злободневных клише. Злободневные снимки являлись редкими гостями в наших газетах, ибо заказ их в Одессе требовал нередко 3-4 недель. А это сводило на нет актуальность снимка и интерес к нему. Теперь же фотографический снимок,заснятый сегодня, завтра может появится в газете. Это должно сделать газету более живой, своевременно откликающейся на те или иные события. Кроме того, наличие собственной цинкографии даст нам возможность увеличить нагрузку нашего предприятия. |

У період німецької окупації  1941—1944 рр. друкарня залишилась у місті. Працівники були залучені у роботі підпілля: виводили з ладу машини, друкували листівки для підпільного центру, йшли в загони партизан.
У 1964 р. заклад отримав нове приміщення по вул. Паризької комуни, 3 (сучасна назва — вул. Г. Гонгадзе). Будівельники тресту «Миколаївсільбуд» здали в експлуатацію нове трьохповерхове приміщення, «з просторими і світлими цехами, центральним опаленням, вентиляцією, душовими, їдальнею, сучасним устаткуванням».
Наприкінці 60-х-початку 70-х рр. друкарня поповнилась понад 100 одиниць різних високовиробничих машин. Наприкінці 80-х рр. було придбано офсестні ротаційні машини для підвищення якості продукції.
На різних етапах існування очолювали підприємство Б. Габай. М. Ганжа, В. Дмитрук, О. Уманчук, О. Малиш, К. Синичків.

## Сучасна діяльність підприємства
Повний комплекс обладнання додрукарських, друкарських та післядрукарських процесів, професійний інженерно-технічний та робітничий персонал дозволяє виробляти широкий асортимент поліграфічної продукції. Підприємство має сучасний комплекс ролевих офсетних машин.
Газетне виробництво є основною спеціалізацією друкарні. У місті друкуються провідні місцеві газети, херсонські, деякі одеські. Налагоджений друк районних газет «Маяк», «Голос Баштанщини», «Промінь», «Новоодеський вісник», «Вісник Жовтневщини», «Березань». Серед всеукраїнських видань — «Факты и комментарии». У 2004 р. було відкрито центр оперативної поліграфії. Працює магазин «Новая канцелярия». Друкарня випускає книжкову продукцію: підручники, посібники, збірки миколаївських авторів (в рамках Обласної програми підтримки вітчизняного книговидання та книгорозповсюдження).